# Saint-Pierre-d'Albigny
Saint-Pierre-d'Albigny là một xã thuộc tỉnh Savoie trong vùng Auvergne-Rhône-Alpes ở đông nam nước Pháp.